# Billy Currie
Billy Currie, nome completo William Lee Currie, (Huddersfield, 1º aprile 1950), è un musicista e compositore britannico.
Ottenne notevole visibilità soprattutto mentre ricopriva il ruolo di tastierista,  violinista e violoncellista per la band inglese Ultravox della quale ha sempre fatto parte dal 1974, e della quale è stato (insieme al batterista Warren Cann) principale compositore durante la seconda era, quella guidata da Midge Ure. Ha collaborato inoltre con i Visage di Steve Strange (celebre il brano Fade to Grey pubblicato nel 1980, composto con il testo di Midge Ure, futuro membro degli Ultravox) e con Gary Numan. Dopo lo scioglimento degli Ultravox ha continuato la carriera da solista senza particolari successi commerciali. Nel 1992 ha rifondato gli Ultravox con una nuova formazione nella quale era l'unico membro originale, realizzando due album dallo scarso successo e sciogliendo il gruppo nel 1994. Dal 2008 è rientrato a far parte degli Ultravox, nella formazione guidata da Midge Ure insieme a Chris Cross e Warren Cann (quella del periodo cosiddetto Synthpop: 1979 - 1988), partecipando a due tour internazionali di successo.
In rare occasioni, Currie ha prestato la seconda voce negli Ultravox, anche se di solito la sua voce veniva utilizzata solo per rafforzare o raddoppiare eventualmente i cori di Warren Cann e Chris Cross.
Nei suoi album solisti abbandona totalmente la forma della canzone per dedicarsi ad una classicheggiante forma di suite interamente strumentale.
Nel 2017 è uscito dagli Ultravox, che non hanno ancora preso decisioni sul futuro della band, oltre al fatto che hanno dichiarato di non considerare ufficiale il suo abbandono.